# Sopot
Sopotⓘ (em cassúbio: Sopòt ou também Sopòtë, Copòtë, Copòt, em alemão: Zoppot) é uma cidade com direitos de condado no norte da Polônia, na voivodia da Pomerânia, situada no mar Báltico, na costa de Gdansk, entre Gdansk e Gdynia, com as quais forma a Tricidade, dentro da aglomeração da Tricidade. É a menor cidade com direitos de condado na Polônia em termos de população e a menor cidade no mesmo aspecto, cujo órgão executivo é o presidente (e não o prefeito).
Sopot é um resort e spa à beira-mar, conhecido após a Segunda Guerra Mundial pelos concursos de música do Festival Internacional da Canção de Sopot, realizados desde 1961 na Floresta da Ópera. A cidade tem o mais longo píer de madeira da Europa.
Conforme os dados do Escritório Central de Estatística (GUS) de 31 de dezembro de 2024, Sopot tinha uma população de 31 696 habitantes e era a décima segunda cidade mais populosa da voivodia da Pomerânia.

## Localização
A maioria da cidade está situada na costa da Cassúbia, enquanto a parte menor (oeste) está localizada na região dos lagos da Cassúbia.
A cidade está localizada em uma altitude entre 0 e 152,7 metros acima do nível do mar. A maior elevação é o Monte Dostoyna. Há 934 hectares de florestas nos limites da cidade, dos quais mais de 209 hectares são florestas urbanas.‬‬

## História
Linha do tempo:

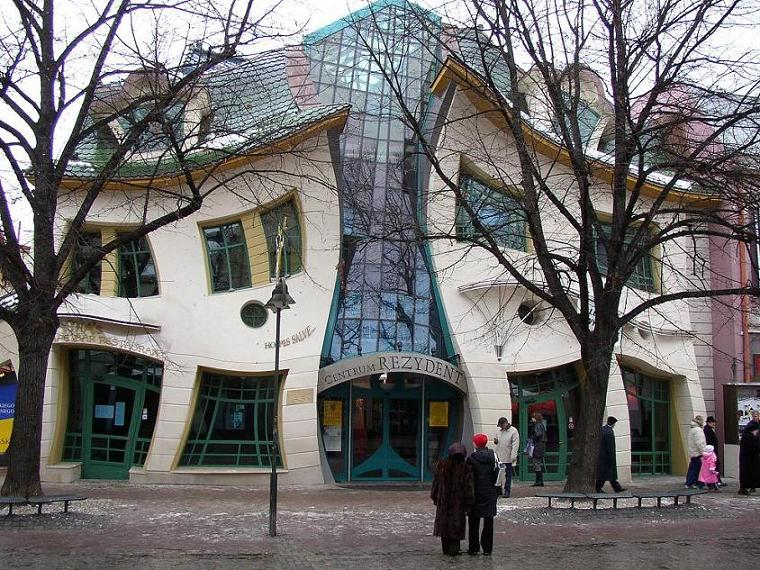
Casa Torta em Sopot

- Do século VIII à primeira metade do século X — castro; atualmente reconstruída (fortaleza medieval em Sopot)
- 1283 — a vila de Sopot foi mencionada pela primeira vez na escritura de doação do duque pomerano Mściwój II ao mosteiro cisterciense em Oliwa; mais tarde, foi uma vila da abadia cisterciense em Oliwa, na voivodia da Pomerânia.[9]
- 1798 — o conde Kajetan Onufry Sierakowski construiu a primeira casa de verão
- 1819 — Karol Wegner construiu o primeiro resort para banho de mar
- 1823 — Jan Jerzy Haffner, um ex-médico do exército napoleônico, construiu um estabelecimento de banho. Nos anos seguintes, foram construídos mais edifícios de spa: a Casa de Spa, os Banhos do Sul e os Banhos do Norte.
- 1870 — a ferrovia Tylnopomorska (linha ferroviária Koszalin-Słupsk-Gdansk, que vinha de Berlim via Szczecin) chegou a Sopot
- 1890 — dados oficiais do então condado de Wejherowo falam de um número total de 4 772 habitantes em Sopot e seus arredores, incluindo 3 571 alemães, 1 144 cassúbios, 30 poloneses, 25 judeus e 2 desconhecidos. Por religião, havia 2 766 católicos, 1 979 evangélicos, 27 membros de outras denominações.[10]
- 1898 — inaugurada uma pista de corrida de cavalos
- 8 de outubro de 1901 — por um decreto imperial, a cidade recebeu direitos de cidade; a concessão oficial ocorreu em 1 de abril de 1902
- 1920 — Sopot foi excluída do condado de Wejherowo e incorporada à Cidade Livre de Gdansk; entre 1939 e 1945, nas fronteiras da Alemanha Nazista
- 23 de março de 1945 — entrada das tropas soviéticas. Como resultado dos combates com os alemães, 135 edifícios foram destruídos, o que constituía 10% do total de edifícios da época
- 1945 — Sopot é incorporada à Polônia; a população alemã que permaneceu na cidade é desalojada.
- 1945–1975 — sede do distrito, em 1945 também das autoridades da voivodia
- Outubro de 1945 — fundação do Instituto de Artes Visuais em Sopot (filial da Escola Superior de Artes Visuais em Gdansk).[11]
- 1948 — 1ª Exposição de Artes Visuais em Sopot (antecessora do Festival de Artes Visuais em Sopot).[11]
- 25 a 27 de agosto de 1961 — 1.º Festival Internacional da Canção em Sopot[12]
- Setembro de 1966 — Anais da 16.ª conferência internacional do movimento acadêmico “Pugwash”.[13]
- Dezembro de 1974 — A Sociedade dos Amigos de Sopot é fundada (as autoridades municipais alocaram uma mansão classicista na rua Józef Czyżewski para sua sede)[14]
- Abril de 1980 — incêndio nos prédios do Gabinete de Exposições Artísticas (BWA).[15]

### Toponímia
“Sopot” é um hidrônimo eslavo muito popular (na Polônia, dois rios e um córrego), do protoeslavo *sopotъ — “riacho, nascente” (cf. o adjetivo sapowaty “pantanoso, úmido”, em Kazimierz Rymut também sopot — “nascente, charco”), que formou principalmente nomes de rios e, por sua vez, os nomes de cidades situadas neles. Há pelo menos 7 cidades com esse nome (Сопот) na Sérvia, 4 na Macedônia do Norte, 3 na Bulgária, 2 na Croácia, 2 na Ucrânia e pelo menos uma na Bósnia, Romênia e Albânia, sem mencionar os nomes derivados igualmente populares nos países eslavos do tipo Sopotsko/Сопотско, Sopotnica/Сопотница ou Sopotnia, Sopotnik.

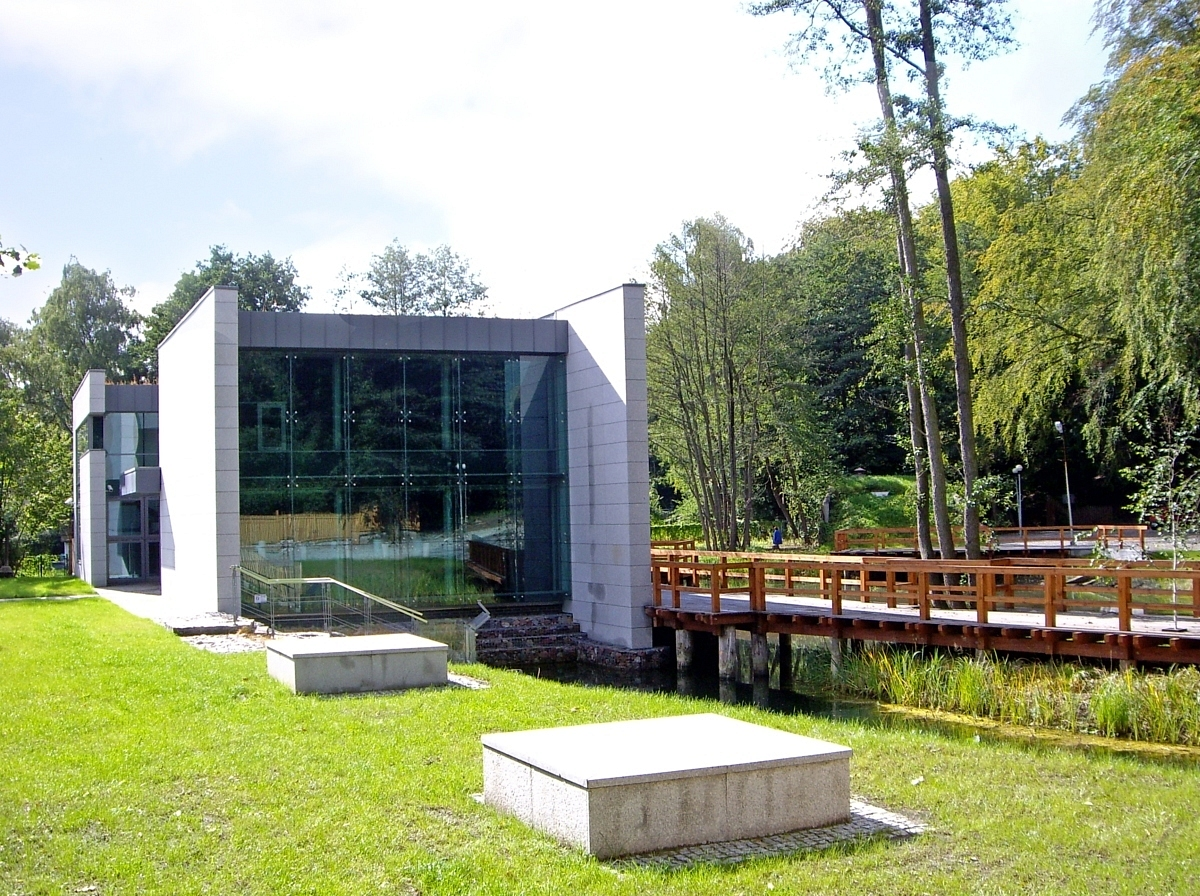
Museu arqueológico de Grodzisko

Em 1283, Mściwoj II concedeu Sopot, Sopoth (em 1291) aos cistercienses de Oliwa (hoje uma seção da rua 1 Maja e parte da rua Bohaterów Monte Cassino, ao sul do antigo castro), no final do século XVI era uma vila de pescadores. A partir da forma germanizada (c em vez de s) de Zoppot, foram formados os poloneses Copot, Copoty, Soboty, Sobótka ou (amplamente difundido) Sopoty, pois a palavra sopot não era compreendida, mas o nome correto (atual, desde 1945) sobreviveu em cassúbio, conforme observado já em 1922 pelo professor J. Lange nas páginas da “Gazeta Gdańska”; ele também foi tentado a localizar um riacho chamado “Sopot”::
O vilarejo em si se concentrava mais ou menos em torno do ponto onde a parte superior da rua Morska encontra a estrada de Gdansk e Pomerânia. Perto desse ponto costumava haver uma pousada e, em frente a ela, o lago do vilarejo, alimentado pelo córrego mencionado acima. No mesmo local, ainda podemos ver uma pousada muito antiga. Não há nada que impeça a suposição de que os colonos originais escolheram esse lugar para morar. Se esse for o caso, pode-se facilmente supor que o referido riacho “Dorfiflies”, que até hoje corre ao longo da rua Morska em canos subterrâneos, costumava ser chamado de “Sopot”.
 e, em 1913, Bolesław Śląski escreveu:
Esse conhecido balneário no Báltico, em torno do qual a população polonesa se concentra em grande número, ainda não tem, de fato, um nome estabelecido na boca de nossa intelectualidade. Alguns a chamam, de forma bastante distante, de “Copot” ou “Copoty”, outros, mais poloneses, de “Sopotami” ou mesmo “Sobotami”, se não “Sobótka”. Entretanto, o único nome correto, apoiado por princípios linguísticos e históricos, é “Sopot”.
Já o padre Pobłocki, em seu dicionário cassúbio publicado em Chełmno em 1887, indica claramente que a geração mais velha de pessoas, que vive nas proximidades da cidade em questão, não fala outra palavra além de “Sopot”, e que o nome está etimologicamente ligado às palavras: sop, sopowaty, sopotać.
Kazimierz Rymut, segundo o qual o nome apontava para a água de escuma como a fonte do topônimo, considerou mais “Sopot” no rio que passava pelo castro de Sopot.

## Demografia
Conforme os dados do Escritório Central de Estatística da Polônia (GUS) de 31 de dezembro de 2024, Sopot é uma cidade pequena com uma população de 31 696 habitantes (12.º lugar na voivodia da Pomerânia e 141.º na Polônia), tem uma área de 27,8 km² (10.º lugar na voivodia da Pomerânia e 204.º lugar na Polônia) e uma densidade populacional de 1 142 hab./km² (21.º lugar na voivodia da Pomerânia e 254.º lugar na Polônia). Nos anos 2002–2024, o número de habitantes diminuiu 23,5%.
Os habitantes de Sopot constituem cerca de 1,34% da população da voivodia da Pomerânia.
| Descrição                         | Total      | Total    | Mulheres   | Mulheres | Homens     | Homens   |
| --------------------------------- | ---------- | -------- | ---------- | -------- | ---------- | -------- |
| unidade                           | habitantes | %        | habitantes | %        | habitantes | %        |
| população                         | 31 696     | 100      | 17 157     | 54,1     | 14 539     | 45,9     |
| área                              | 27,8 km²   | 27,8 km² | 27,8 km²   | 27,8 km² | 27,8 km²   | 27,8 km² |
| densidade populacional (hab./km²) | 1 142      | 1 142    | 617,8      | 617,8    | 524,2      | 524,2    |

População de Sopot ao longo dos anos
- Sopot registrou sua maior população em 1977 — 54 539 habitantes.

## Economia

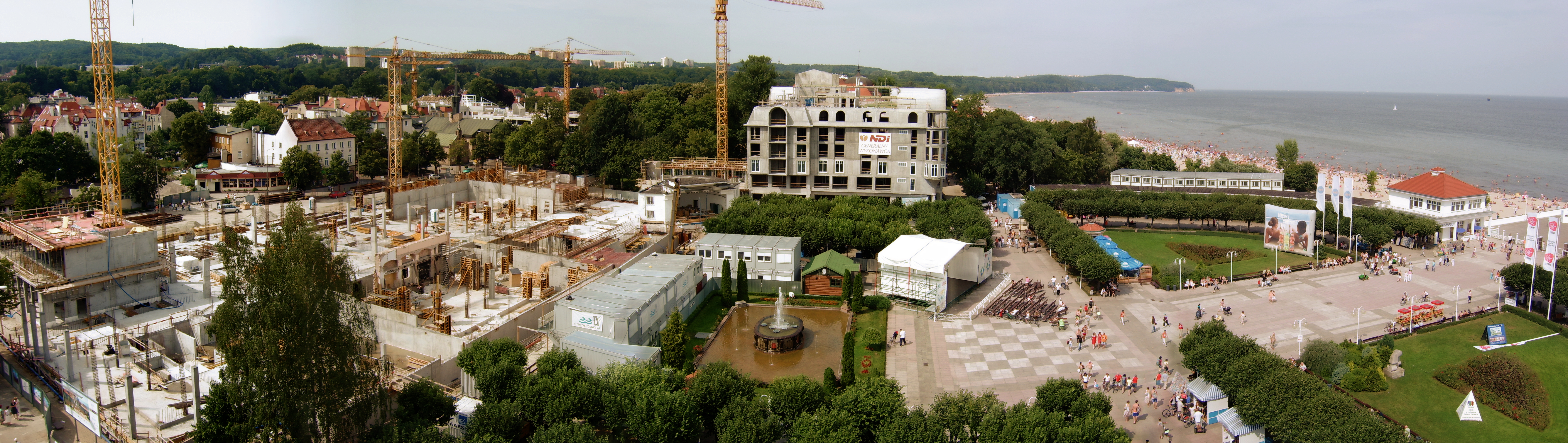
Praça do Spa em frente ao píer, vista do farol; à esquerda, reconstrução da Casa do Spa, no meio, construção do Hotel Sheraton

Havia uma filial da empresa estatal Państwowe Tory Wyścigów Konnych. Próximo a ela ficava a Państwowy Ośrodek Treningu Koni Sopot, em 1993 como Ośrodek Treningu Koni Sopot. Em 1994, como Zakład Treningowy Skarbu Państwa Sopot, depois em 1994 transformado em Hipodrom Sopot Sp. z o.o., e em 1999 a empresa foi municipalizada.
Em 2022, Sopot tinha uma das menores taxas de desemprego da Polônia, de 1,7% (cerca de 300 pessoas).

## Turismo

### Monumentos e instalações turísticas

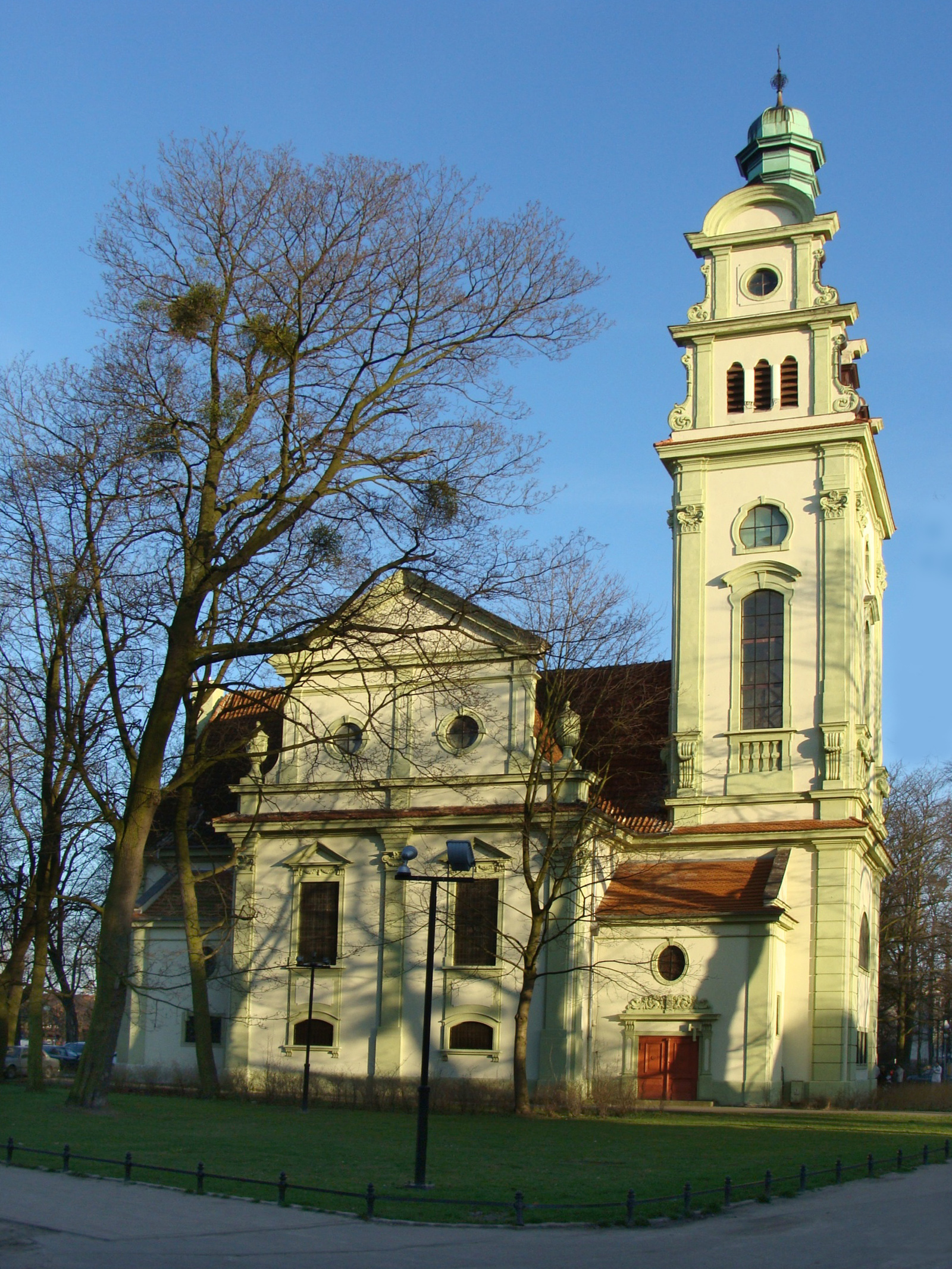
Igreja evangélica do Salvador

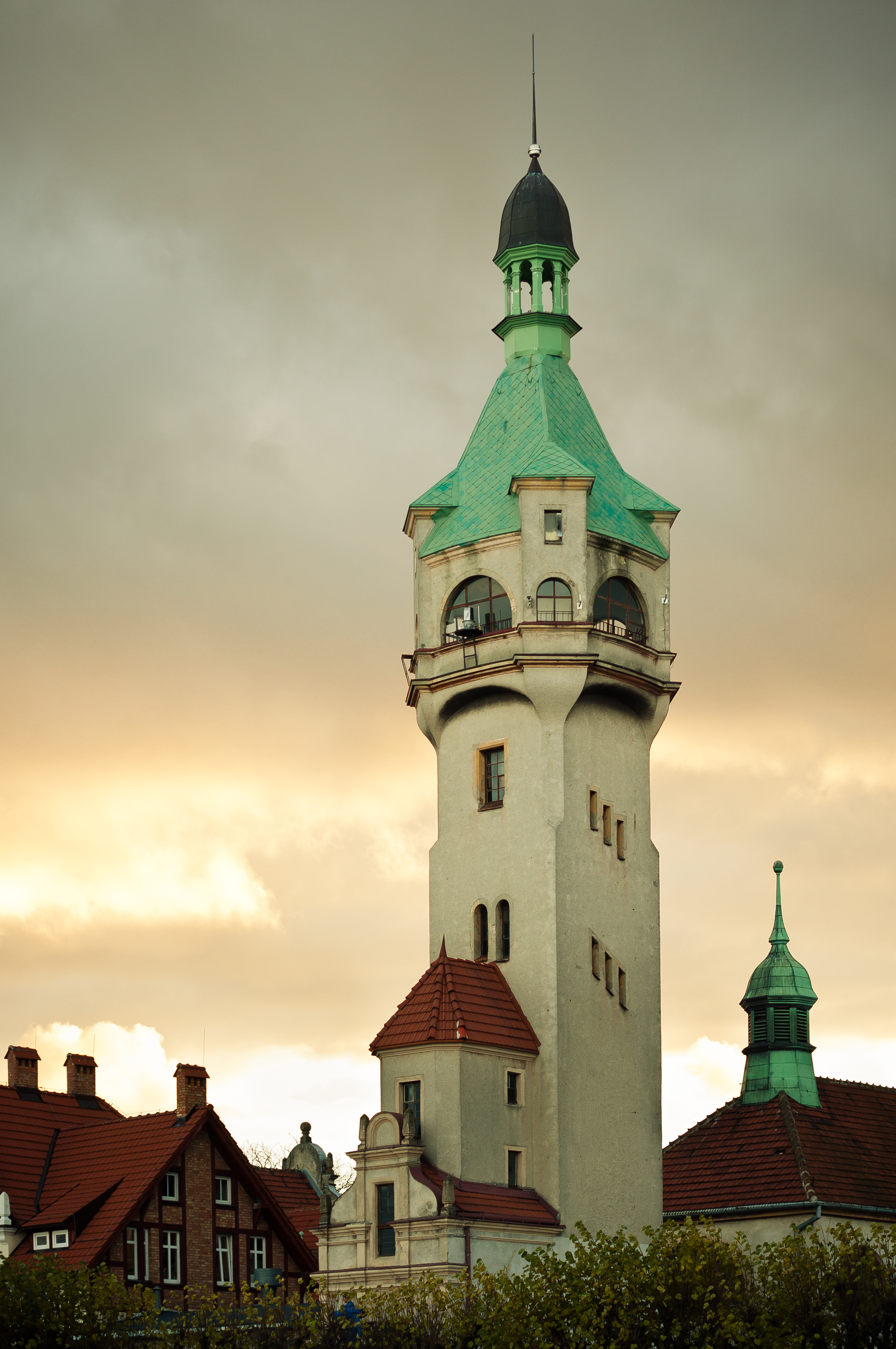
Farol de Sopot, aberto ao público

- Igreja do Salvador — igreja da paróquia evangélica de Augsburgo, construída entre 1913 e 1919[29]
- Instituto Balneológico[29]
- Rua dos Heróis de Monte Cassino, 635 m de comprimento; nomes anteriores: até 1945 — Seestraße (Morska), 1945–1956 — Konstanty Rokossowskiego
- Castro medieval, rua Haffnera
- Farol
- Píer para caminhadas, de madeira, dos séculos XIX e XX
- Ópera da Floresta de 1909, no período entre guerras, ganhou popularidade graças aos Festivais de Wagner organizados aqui, no período pós-guerra — festivais internacionais de música
- Krzywy Domek (Casa torta)
- Cemitério judeu de 1913, rua Malczewskiego[29]
- Praias na Baía de Gdansk
- Parque paisagístico Tricidade — criado em 3 de maio de 1979
- Wielka Gwiazda (Grande Estrela) — cruzamento de trilhas de caminhada na área do Parque paisagístico Tricidade

### Hotéis

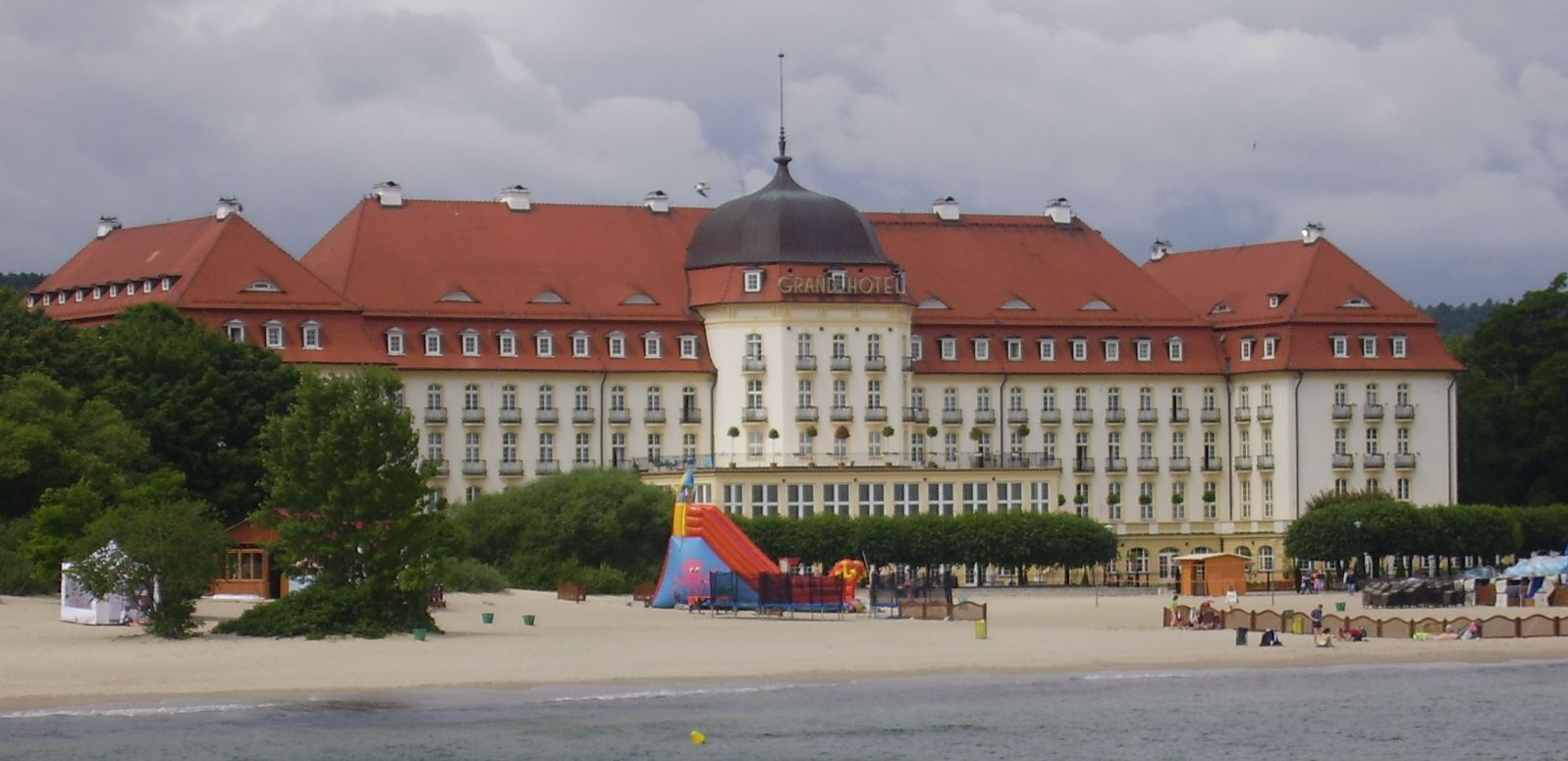
Grand Hotel em Sopot

Existem 3 hotéis cinco estrelas em Sopot (Sofitel Grand, Sheraton Sopot, Rezydent), 6 hotéis quatro estrelas (Hotel Bayjonn, Hotel Haffner, Hotel Marriott Sopot, Hotel Sopot, Villa Antonina, Sopotorium Medical Resort) e vários hotéis três estrelas (incluindo Hotel Europa, Hotel Villa Baltica, Hotel Opera, Hotel Bursztyn, Hotel Sedan, Pensjonat Wanda, Hotel Molo, Hotel Zhong Hua, Villa Aqua, Villa 21, Villa Zacisze, Villa Flaming). A base de acomodações de Sopot também inclui albergues, quartos e apartamentos.

## SpaSopot

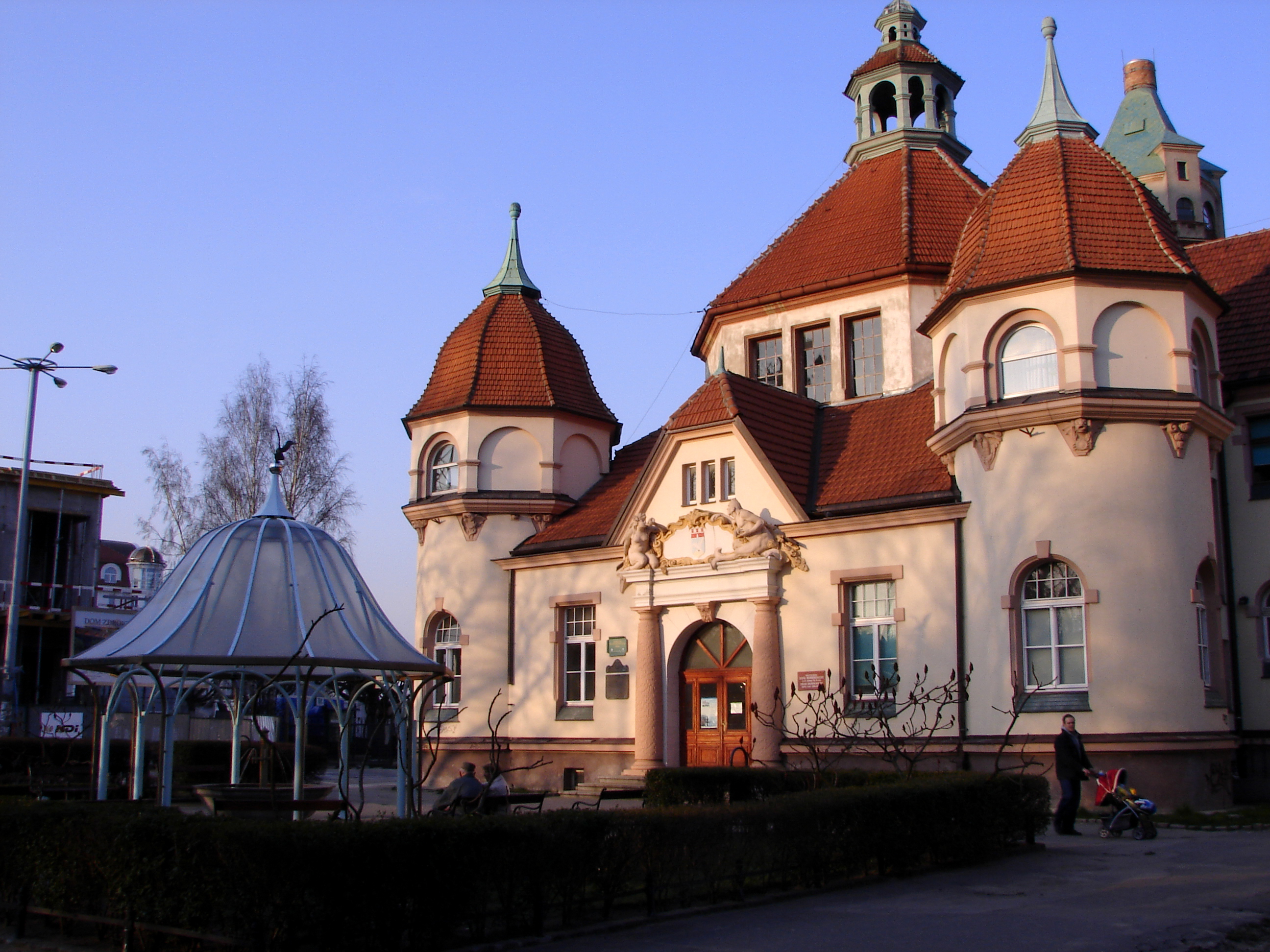
Instituto Balneológico, oferece banhos de salmoura e inalações

O spa oferece os seguintes tratamentos: doenças ortopédicas e traumáticas, doenças reumatológicas, doenças cardiovasculares e hipertensão, doenças do trato respiratório inferior, osteoporose.
Há 5 instalações de tratamento de spa na área de Sopot.
Há recursos terapêuticos naturais documentados na área do spa: água com 4,2% de cloreto de sódio (salmoura), iodo.

## Transporte

### Ruas
As ruas mais longas de Sopot são:
- Avenida Niepodległości — 4368 m
- Rua Wojska Polskiego — 2458 m
- Rua Malczewskiego — 2285 m
- Rua 23 Marca — 2220 m
- Rua Armii Krajowej — 2085 m [30]

Além disso, nos limites de Sopot há a rua Reja, com uma extensão de aproximadamente 3,4 a 3,5 km, administrada em sua maior parte pelas Florestas Estatais.

### Transporte municipal
Sopot confia a organização do transporte público às cidades vizinhas de Gdansk e Gdynia. Atualmente (a partir de 23 de março de 2019), quatro linhas de ônibus são operadas pela ZTM em Gdansk, enquanto oito linhas de ônibus e duas linhas de trólebus pertencem à ZKM em Gdynia. A ZTM é proprietária apenas das linhas que cruzam a fronteira entre Sopot e Gdansk. A ZKM organiza todas as linhas que não cruzam a fronteira de Sopot em nenhum lugar e todas as que cruzam a fronteira com Gdynia. Esses organizadores honram mutuamente todos os bilhetes de passe único, de hora em hora e de 24 horas emitidos por eles, desde que o passageiro não cruze a fronteira de Sopot com uma cidade que não seja a emissora do bilhete. As passagens mensais válidas somente nas fronteiras de Sopot também são reconhecidas mutuamente. Ao cruzar a fronteira de Sopot, é necessário ter uma passagem emitida pela cidade cuja fronteira você está cruzando (exceto para a linha N1).
Além disso, durante a temporada de verão, dois veículos (“ecobus”) ligam o estacionamento da Ergo Arenie ao centro da cidade e um da Opera Leśna à rua Bohaterów Monte Cassino. Essa forma de deslocamento foi usada por 11 mil pessoas em 2020 e 10 mil pessoas em julho de 2021.

### Transporte ferroviário
Sopot está muito bem conectada às vilas e cidades da aglomeração, graças ao Tricidade SKM, que para na estação de Sopot e nas paradas Sopot Wyścigi, Sopot Kamienny Potok. A construção de um novo edifício da estação ferroviária na estação de Sopot começou em 2014 e inaugurada em 18 de dezembro de 2015.

### Linha do tempo
- 1864 — o primeiro meio de transporte municipal, um ônibus puxado por cavalos entre Gdansk e Sopot, é lançado pela empresa “Thiel, Goldwied und Hadlich”.
- 1870 — a ferrovia chega à cidade
- 1926 — inauguração da primeira linha de ônibus de Gdansk a Sopot pela “Danziger Verkehrsgesellschaft”.
- Até 1927 — um campo de pouso de hidroaviões foi operado próximo aos Banhos do Sul, a partir do qual foram mantidas conexões aéreas regulares, entre outras com a Alemanha
- 1928–1934 — manutenção de uma linha de ônibus de Gdynia a Sopot pela empresa “Władysław Szandrach”.
- 1929–1930 — manutenção de uma linha de ônibus de Gdynia pela Associação de Transporte de ônibus
- 1930–1939 — manutenção da rota de ônibus de Gdynia pela Associação Municipal de Transportes
- 1940–1942 — manutenção da linha de ônibus Gdansk-Gdynia pela empresa “Danziger Elektrische Strassenbahn AG”
- 1942–1945 — manutenção da linha de ônibus Gdansk-Gdynia pela empresa “Verkehrsbetriebe Danzig Gotenhafen”
- 1945 — inauguração da linha de ônibus Gdansk-Gdynia
- 1946–1953 — a linha de bonde n.º 7 de Gdansk chegou a Sopot
- 1947 — inauguração da conexão de trólebus de Gdynia

## Monumentos
- Adam Mickiewicz
- Exército Nacional
- Danuta Siedzikówna "Inka”
- Fonte João, o Pescador
- Frédéric Chopin
- Papa João Paulo II
- Jan Jerzy Haffner
- Monumento aos Habitantes Poloneses Mártires de Sopot
- Urso de pelúcia Wojtek
- Homem do Guarda-chuva
- Szafa Polańskiego
- Władysław Bartoszewski

### Blocos comemorativos
- Carvalho dos esperantistas
- Otto Gericke, devoto de Sopot
- Guarda florestal Waldemar Hausmann
- Monumento a Hanna Domanska
- Monumento a Zbigniew Herbert
- Em comemoração ao fato do estádio ter sido batizado com o nome de Edward Hodura
- Marinheiros e aviadores
- Monumento a Czesław Miłosz
- Monumento a Marian Mokwa
- Ewa Moskalówna
- Para a comunidade polonesa de Sopot e em memória da Casa Polonesa
- Gustaw v. Puttkamer
- Atletas mortos
- Michał Urbanek

Monumentos de Sopot
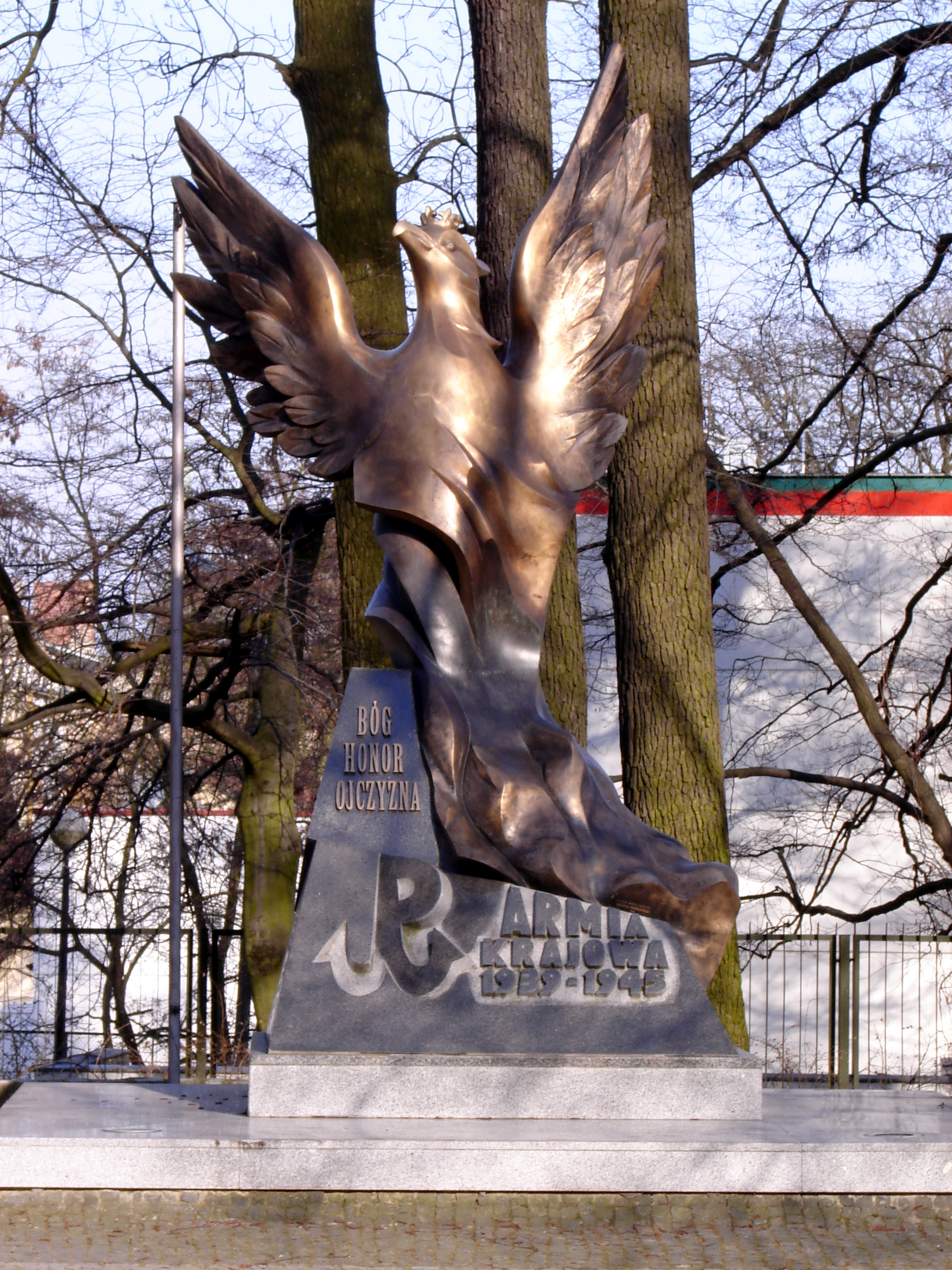
Monumento ao Exército Nacional no parque enfermeira “Inka”
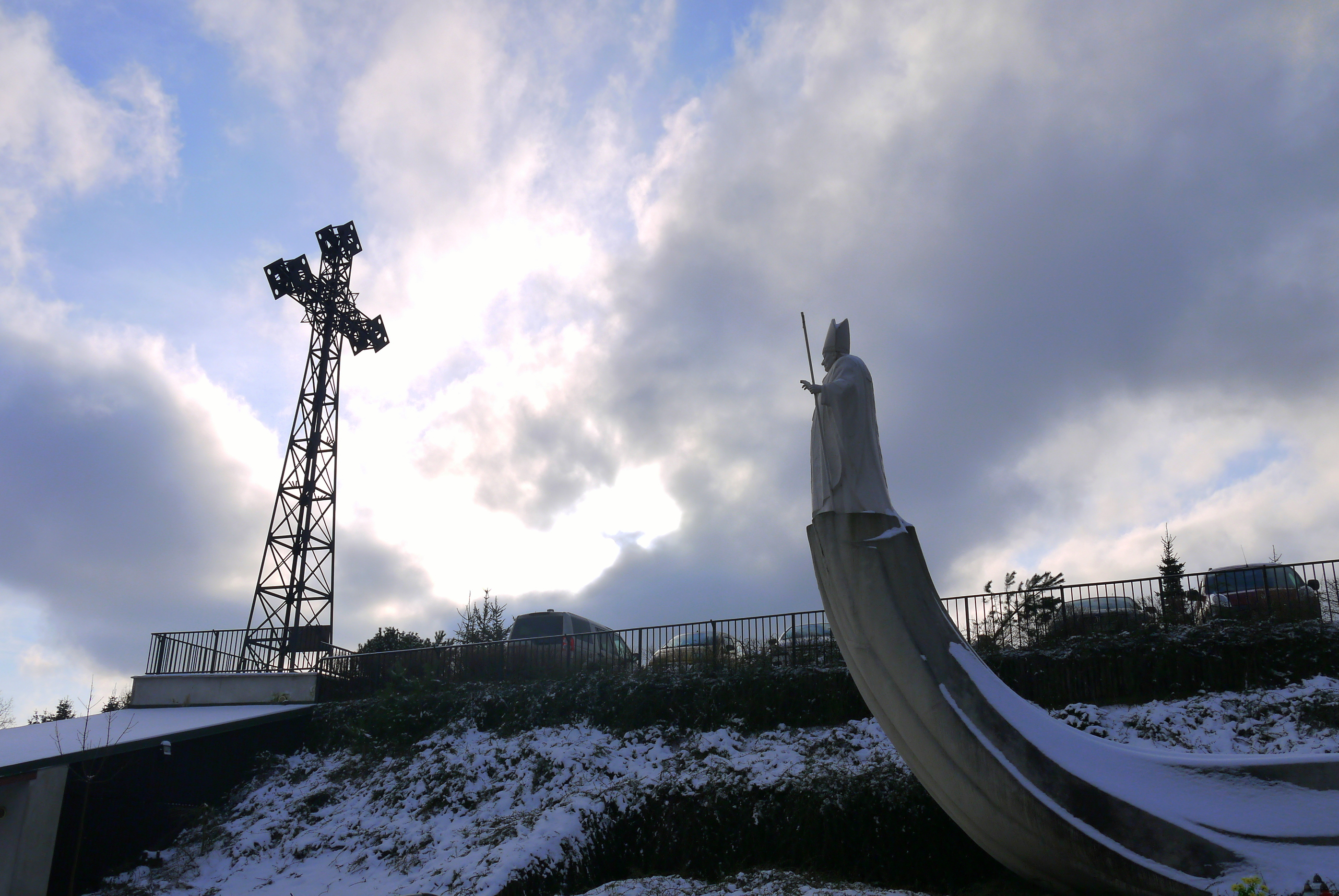
Monumento ao Papa João Paulo II ao lado da igreja pentecostal no distrito de Kamienny Potok
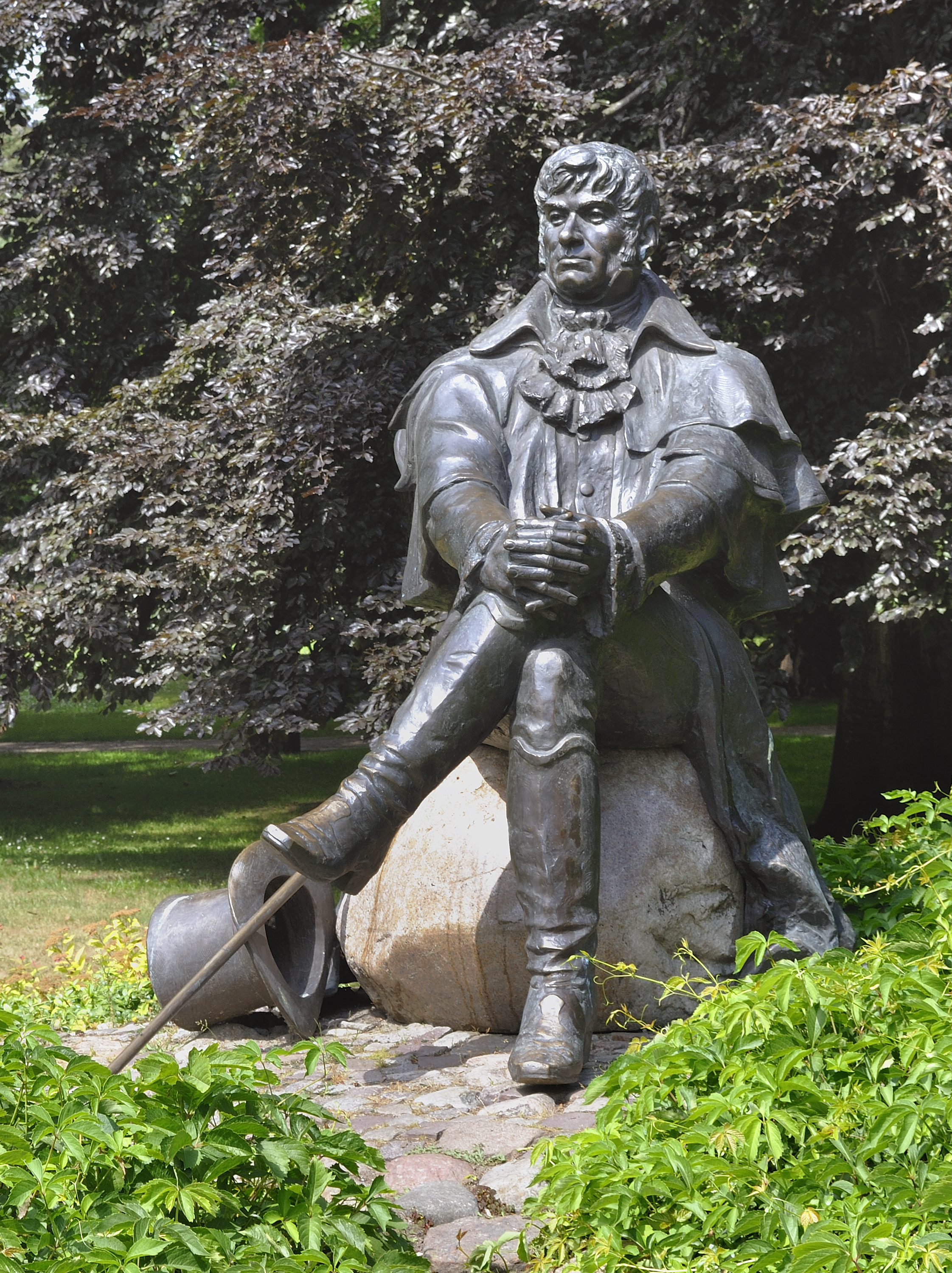
Monumento ao dr. Jan Jerzy Haffner na entrada do parque Północny, do lado do Grand Hotel
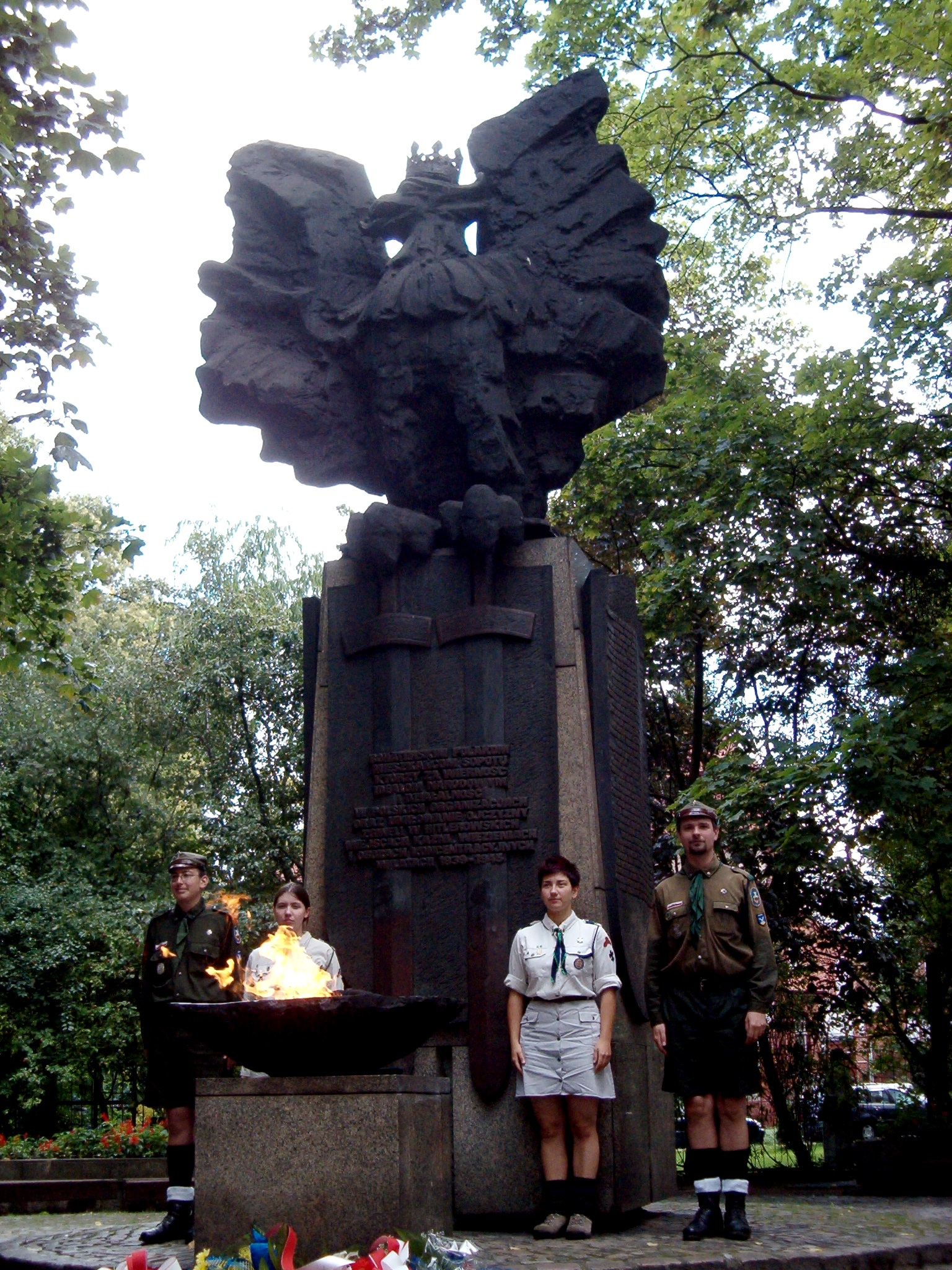
Monumento aos Habitantes Assassinados de Sopot em frente à prefeitura
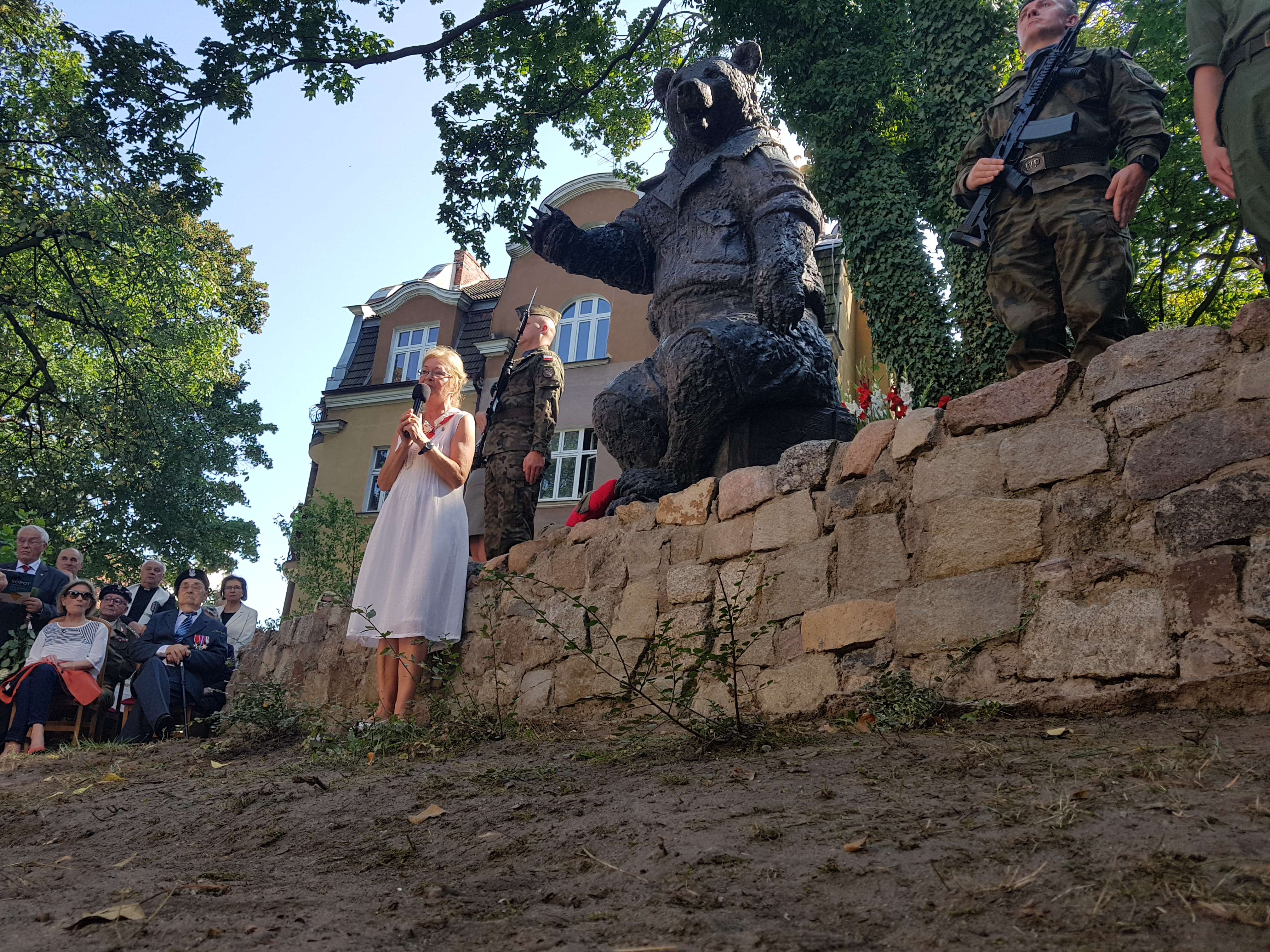
Inauguração da estátua do urso Wojtek na escarpa da paróquia da guarnição de São Jorge em 1 de setembro de 2019
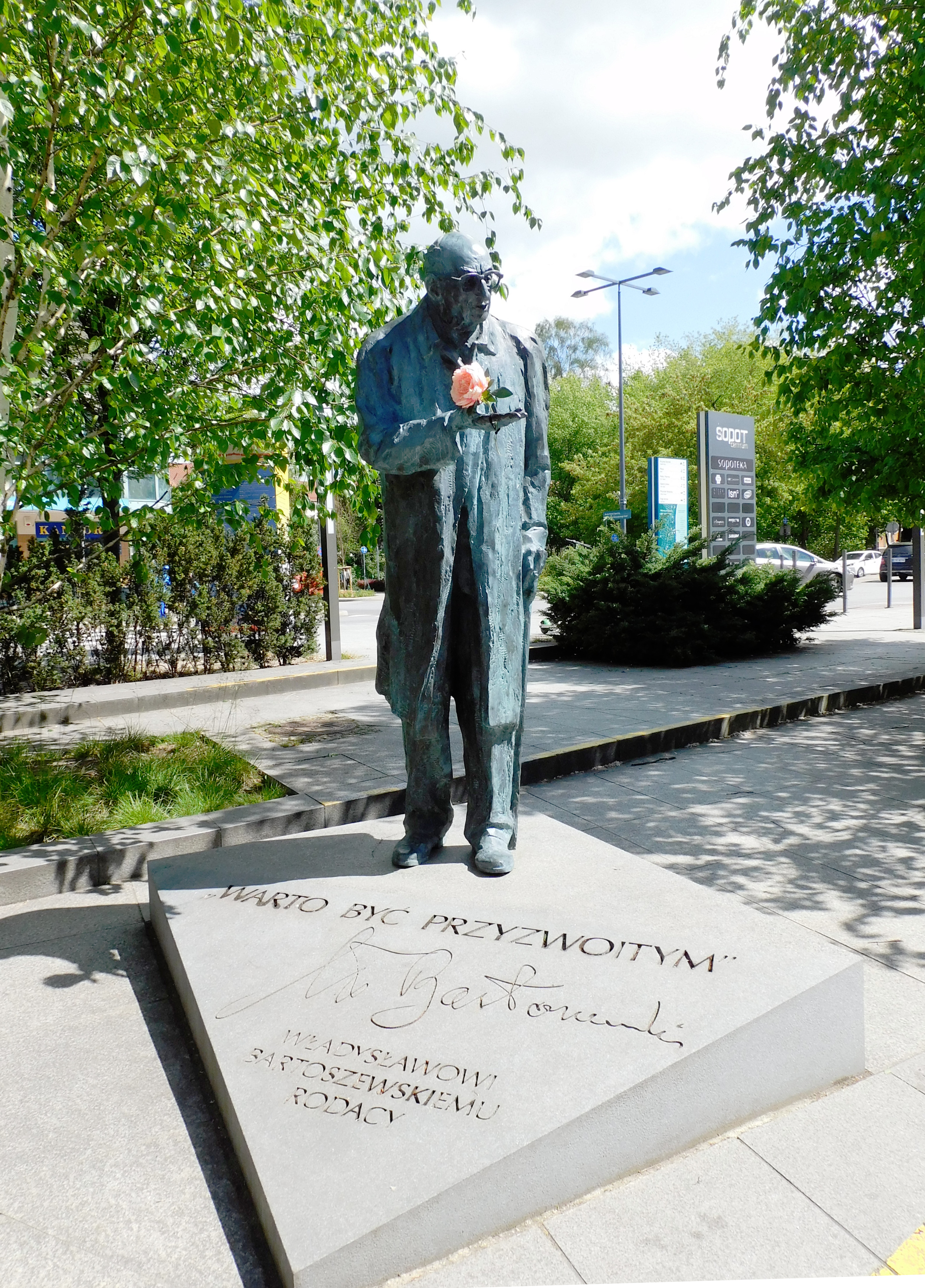
Estátua de Władysław Bartoszewski em frente à principal estação de trem de Sopot

## Educação
- Universidade de Gdansk[34]

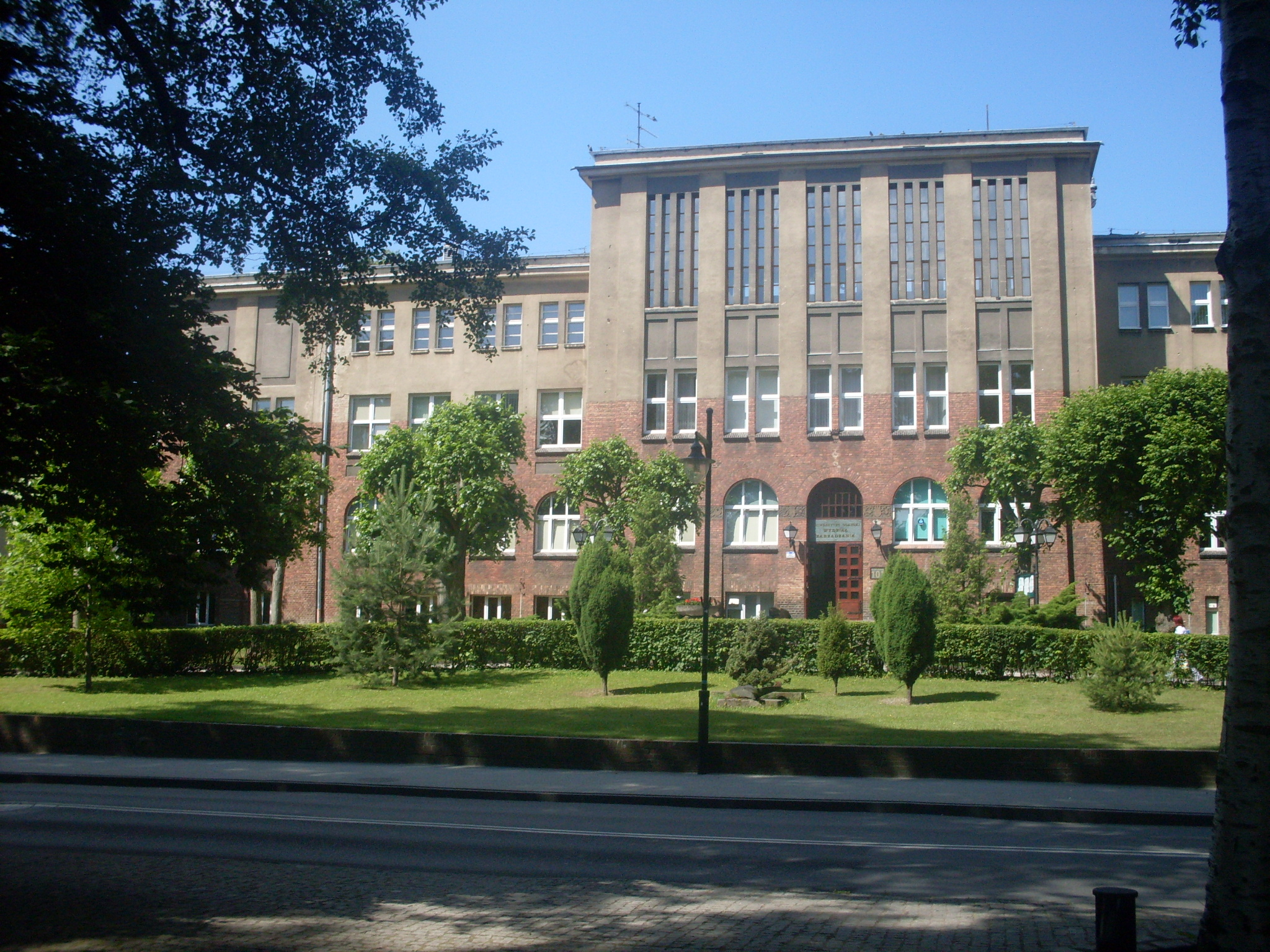
Edifício da Faculdade de Administração da Universidade de Gdansk

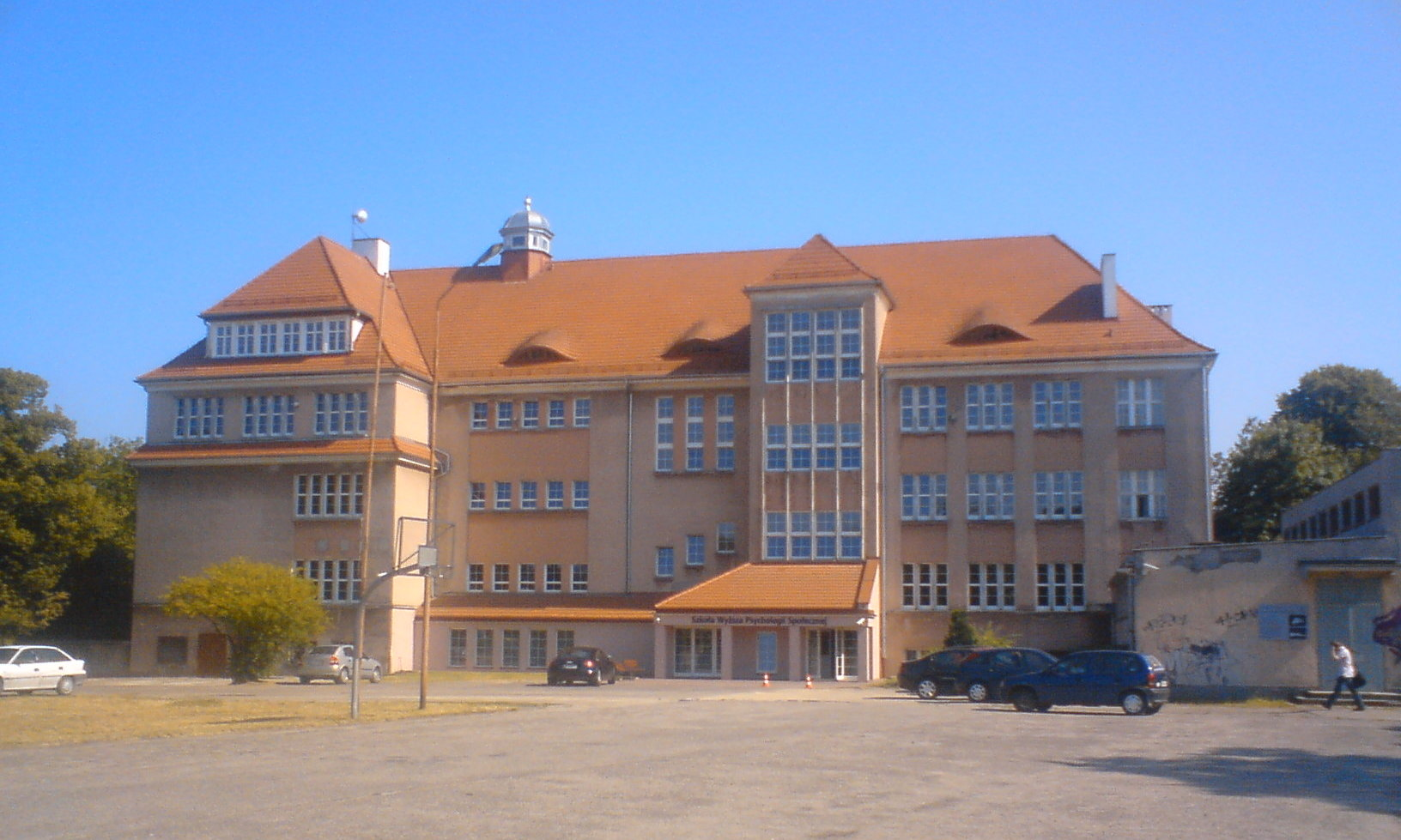
Filial de Sopot da Universidade de Ciências Humanas e Sociais SWPS

  - Faculdade de Administração, rua Armii Krajowej, 101; até 1969, parte da Escola Superior de Economia, depois Faculdade de Economia da Produção da Universidade de Gdansk[35]
  - Faculdade de Economia, rua Armii Krajowej, 119–121; até 1969, parte da Escola Superior de Economia, depois Departamento de Economia do Transporte da Universidade de Gdansk[36]
- Academia de Ciências Aplicadas de Sopot, rua Rzemieślnicza, 5[37]
- Filial de Sopot da Universidade de Ciências Humanas e Sociais SWPS, rua Polna, 16–20[38]
- Escola de Administração de Sopot[39]
- Complexo Escolar n.º 1 Maria Skłodowska-Curie[40]
  - I Escola Secundária
  - V Escola Secundária para Esportes SMS
  - Escola de ensino médio n.º 1
  - Academia local de tecnologia da informação na ZSO 1
- II Escola Secundária de Educação Geral Bolesław Chrobry[41]
- III Escola de ensino médio Agnieszka Osiecka[42]
- Academia de Tênis de Sopot — Escola Secundária Júnior e Escola Secundária[43]
- Complexo Escolar de Comércio[44]
- Escolas Autônomas de Sopot (Escola Primária Autônoma de Sopot, Escola Secundária Júnior Autônoma de Sopot, Escola Secundária Autônoma de Sopot)[45]
- Ginásio n.º 2[46]
- Complexo escolar n.º 3
  - Escola primária com subdivisão de esportes n.° 7
  - Ginásio com subdivisão de esportes n.º 3
- Escola primária com classes integradas n.º 9[47]
- Escola primária com classes integradas n.º 8[48]
- Escola primária com classes integradas Armii Krajowej n.º 1[49]

## Cultura

### Galeria e museu
- Galeria Nacional de Arte[50]
- Museu de Sopot[51]

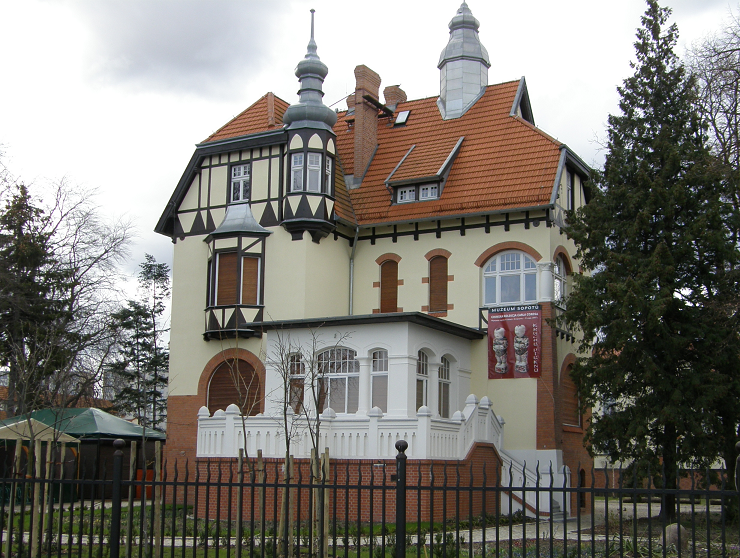
Museu de Sopot, antiga residência do partido e das autoridades governamentais da República Popular da Polônia (1945–1983)

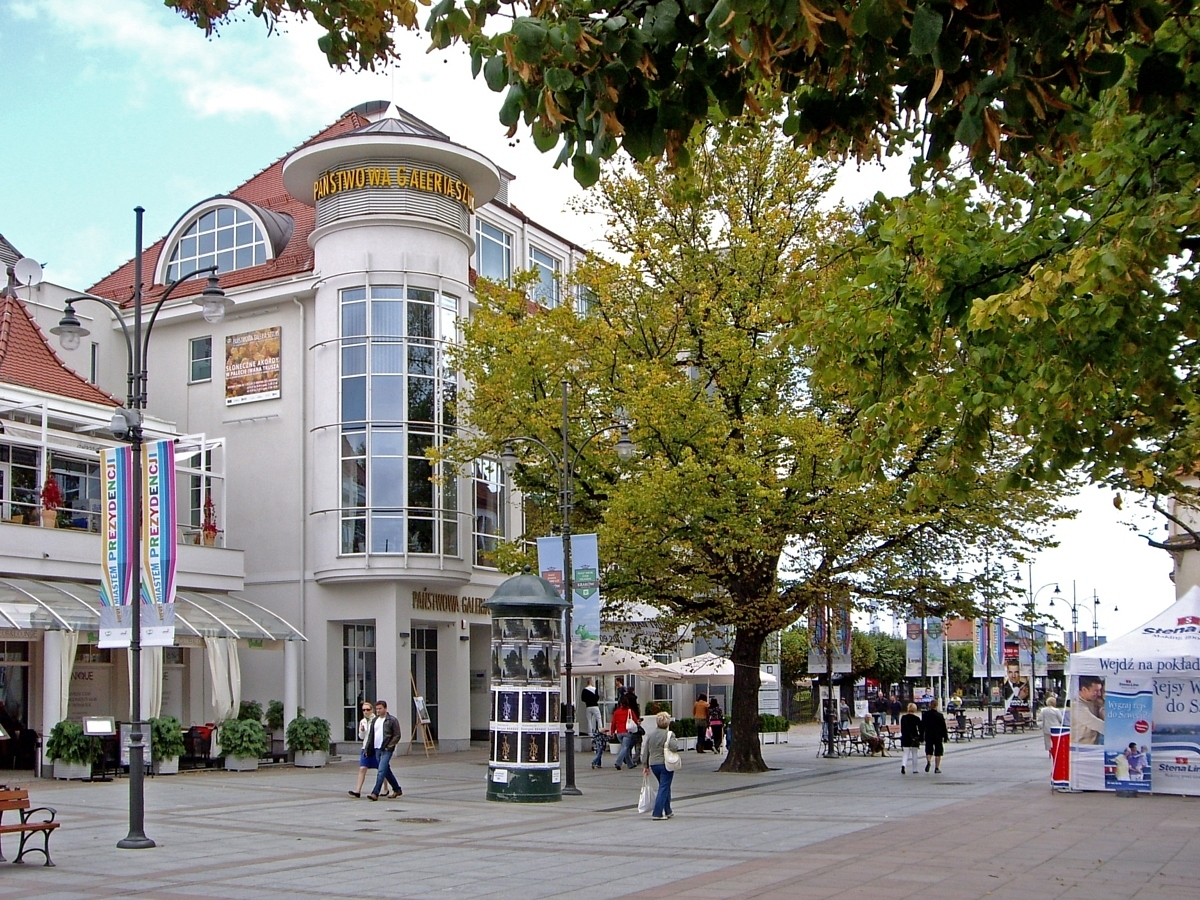
Galeria Nacional de Arte

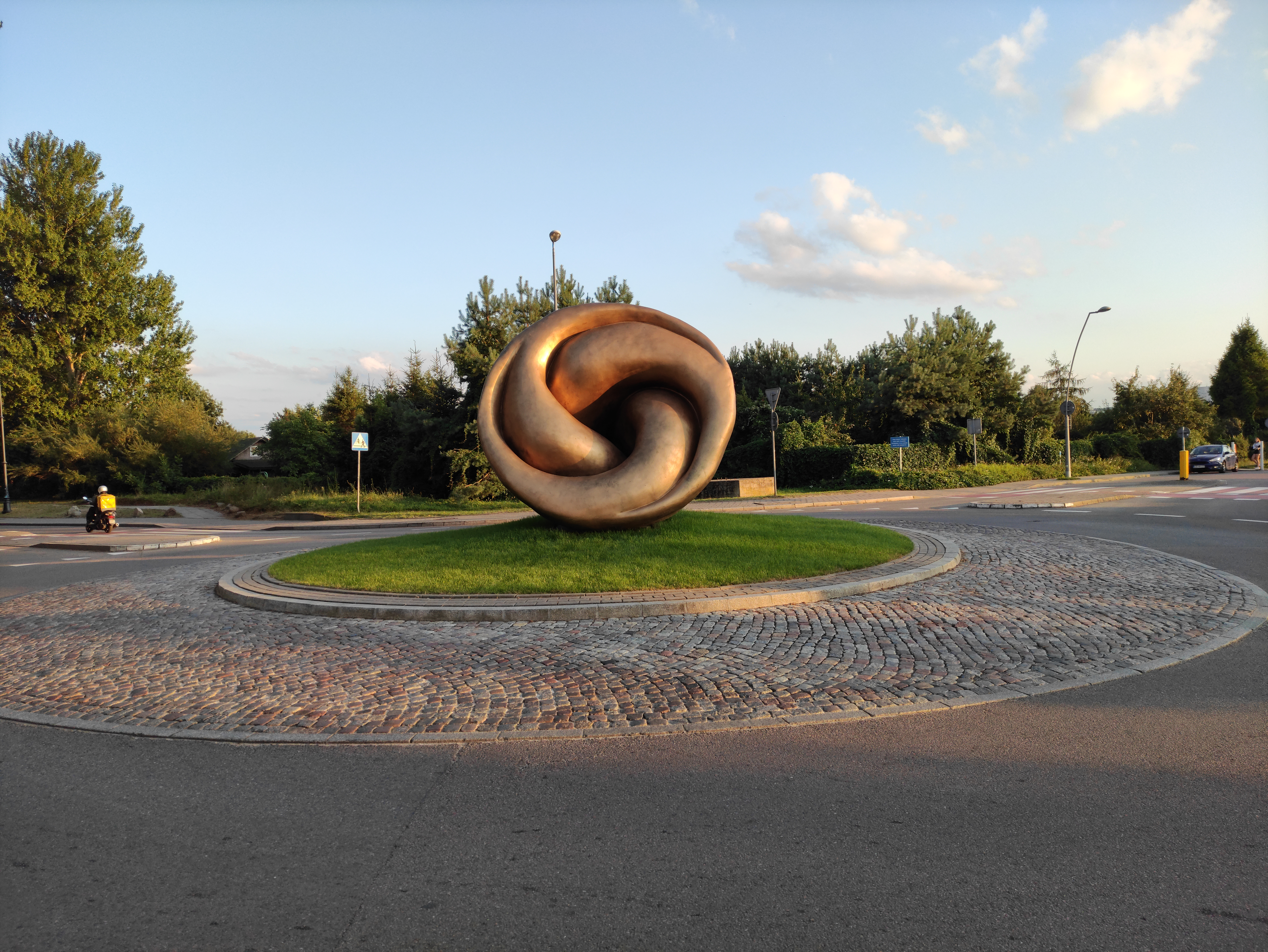
Escultura “Echo” na rotatória da rua Bitwy pod Plowcami

- Museu arqueológico ao ar livre Grodzisko[52]

### Teatros
- Palco de câmara do Teatro Wybrzeze[53]
- Teatro na Praia (palco empresarial, antigo Sopot Palco Off de Bicz)[54]
- Teatro Atelier Agnieszka Osiecka[55]
- Teatro BOTO (desde 2016 está sediado na Fonte João, o Pescador)[56]
- Teatro à Mesa (leitura performativa na Mansão Sierakowski, principalmente por atores do Teatro Wybrzeże)[57]

### Cinemas
- Multikino Sopot (desde 2009)
- DKF Kurort (clube de discussão)

### Filarmônica
- Filarmônica de Câmara Polonesa de Sopot[58]

### Outras instituições culturais
- Associação Amigos de Sopot (Mansão Sierakowski)[59]
- Incubadora de arte Goyki 3[60]
- Biblioteca Pública Municipal Józef Wybicki (Miniteka, Koc i Książka, Broadway, Sopoteka — galeria de cultura multimídia, filiais n.º 2, 6, 8)[61]

### Eventos cíclicos
Lista de eventos culturais cíclicos que ocorrem em Sopot:
Teatro e afins:
- Festival de Teatro da Rádio e Televisão Polonesa Dwa Teatry, organizado pela Rádio Polonesa e pela Televisão Polonesa (realizado desde 2001)
- Festival Between-Tween — festival internacional dedicado à relação entre teatro e literatura
- Sopot Non-Fiction — residência artística e festival de teatro documental (realizado desde 2012)

Cinema:
- Sopot Film Festival, um festival internacional de cinema (realizado desde 2001)[62]

Literatura:
- Festival Literário Internacional de Sopot
- Festival de Poesia de Sopot (a cada dois anos, coorganizado pela Topos)

Música clássica e afins:
- Festival Internacional de Corais “Mundus Cantat Sopot”, realizado desde 2005, em maio[63]
- Festival Artloop, um festival internacional interdisciplinar de artes visuais, design e música
- Festival de Jazz de Sopot
- Festival Clássico de Sopot (festival de música clássica de verão)

Música popular:
- H&M Loves Music — uma série de concertos de verão no Zatoka Sztuki de Sopot
- Festival da Canção de Sopot
  - Festival Jedynki, organizado pela TVP (desde 2007 esse evento não é realizado)[64]
  - Sopot Hit Festival, organizado pela TVP e pela Radio Eska (realizado somente em 2008 e 2009)
  - Festival Internacional da Canção em Sopot — o Festival de Sopot não foi realizado devido à reforma em andamento da Floresta da Ópera em 2010–2011, e novamente a partir de 2012
  - TOPtrendy, organizado pela televisão Polsat (até 2014, a partir de 2015 com o nome Festival Polsat SuperHit).[65][66]

## Esportes

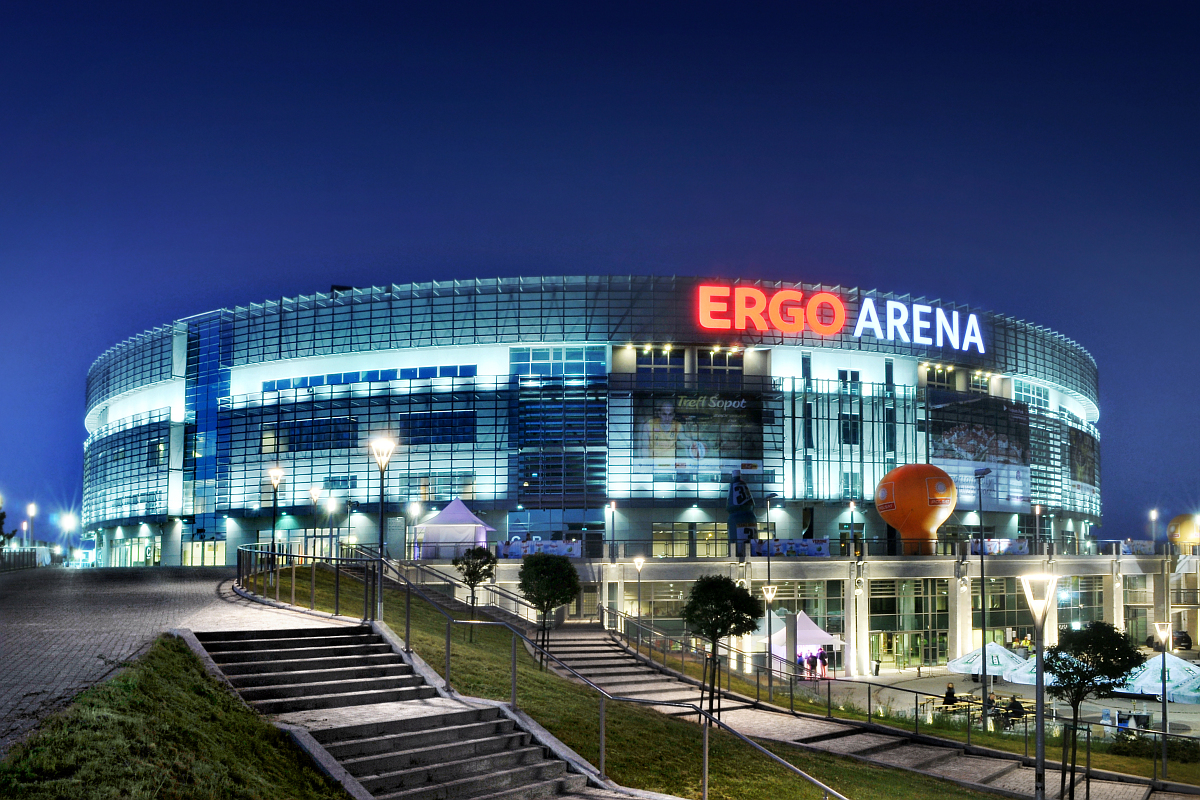
Salão Ergo Arena, localizado na divisa de Sopot e Gdansk

Em 2014, a cidade sediou o campeonato mundial de atletismo indoor
- Clube Esportivo Estudentil “Siódemka” — basquete e esportes aquáticos
- Clube Equestre de Sopot, localizado no Hipódromo[71]
- Clube de Atletismo de Sopot
- Associação de barcos a motor Yacht Klub Sopot
- Mini Golf Club Sopot — clube esportivo de minigolfe
- MKS Ogniwo Sopot — time da liga de rúgbi (campeão polonês múltiplo em várias categorias de idade)[72]
- Trefl Sopot — time de basquete masculino (campeão polonês em 2004, 2005, 2006, 2007, 2008)[73]
- SPK - Sopocki Potok Kamionka - associação esportiva (futebol)
- Mewa Sopot — clube de futebol masculino
- PDP Ogniwo Sopot — clube de futebol masculino, academia de futebol
- SAP Sopot — Academia de Futebol, clube de futebol masculino
- Sopocki Klub Żeglarski Hestia Sopot — Clube de Vela de Sopot[74]
- SSK Navigo Sopot — Escola de catamarã de Sopot Navigo e Clube Esportivo Estudentil Navigo
- SSKiR — Associação de Cultura e Recreação de Sopot
- Clube de Curling de Sopot Wa ku'ta
- Clube de Hóquei de Sopot — Mad Dogs Sopot[75]
- Seção de natação MOSiR Sopot
- Clube Acadêmico AZS SSW Sopot — na Escola de Ensino Superior de Sopot
- Associação de Ciclismo de Sopot “FreeStajnia”
- Sopot Serviço Voluntário de Emergência de Água
- Clube de Kendo de Sopot
- Sabercats Sopot — clube de futebol americano
- Campeonato polonês de carros de montanha realizado na rota Sopot-Gdynia, organizado por AK Orski
- Clube de tênis de Sopot

## Administração

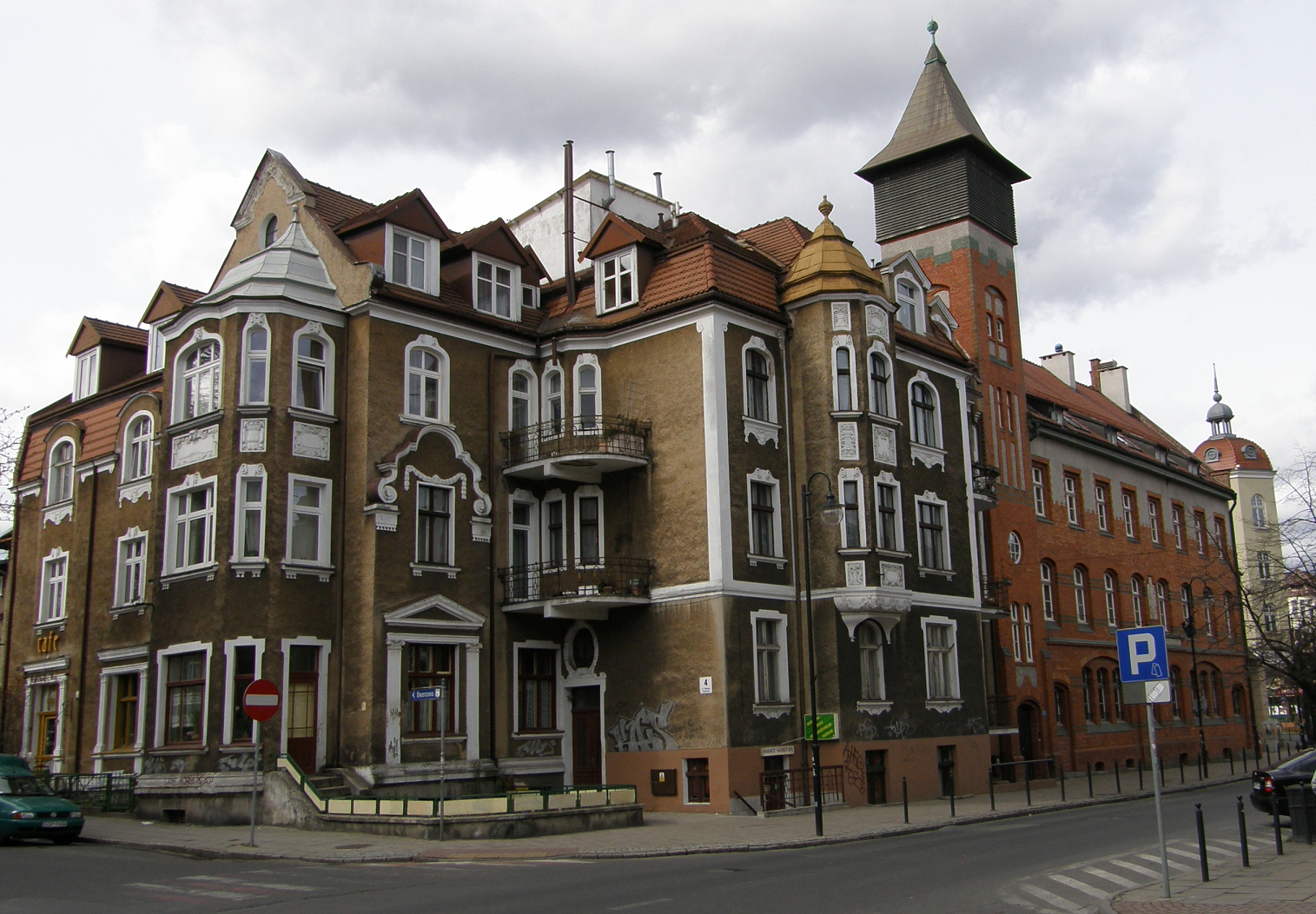
Agência dos Correios em Sopot (à direita da foto)

### Governo local
O órgão legislativo é o Conselho Municipal de Sopot, composto por 21 conselheiros.
Os habitantes elegem o órgão executivo — o Presidente da Cidade de Sopot.
A cidade é membro das seguintes associações comunais: União Comunal “Vale do Reda e Chylonka”, União do Transporte Metropolitano do Golfo de Gdansk.

## Distritos
Sopot não tem uma divisão oficial em distritos ou conjuntos habitacionais. Em 2006, o Conselho Municipal aprovou uma resolução propondo que a seguinte divisão fosse estabelecida e publicada nos jornais oficiais:
- Dolny Sopot — áreas no lado leste da avenida Niepodległości, ao norte da rua 3 Maja
- Górny Sopot — áreas no lado oeste da avenida Niepodległości, ao norte da rua Mikołaja Reja, ao sul da rua Jacka Malczewskiego
- Stawowie
- Świemirowo — áreas no lado oeste da avenida Niepodległości, ao sul da rua Mikołaja Reja
- Karlikowo — áreas no lado leste da avenida Niepodległości, ao sul da rua 3 Maja
- Brodwino — inclui as ruas Oskara Kolberga e Władysława Cieszyńskiego,
- Kamienny Potok — faz fronteira com Gdynia ao norte, Brodwino a oeste, e o limite sul é definido pela rua Jacek Malczewskiego

Além disso, as seguintes partes da cidade são distinguidas na divisão convencional:
- Przylesie — inclui as ruas 23 marca e Zacisze, a oeste da rua Piaskowa
- Leśna Polana — casas cercadas por florestas no limite oeste da cidade

## Religião
Igreja Católica de Rito Latino

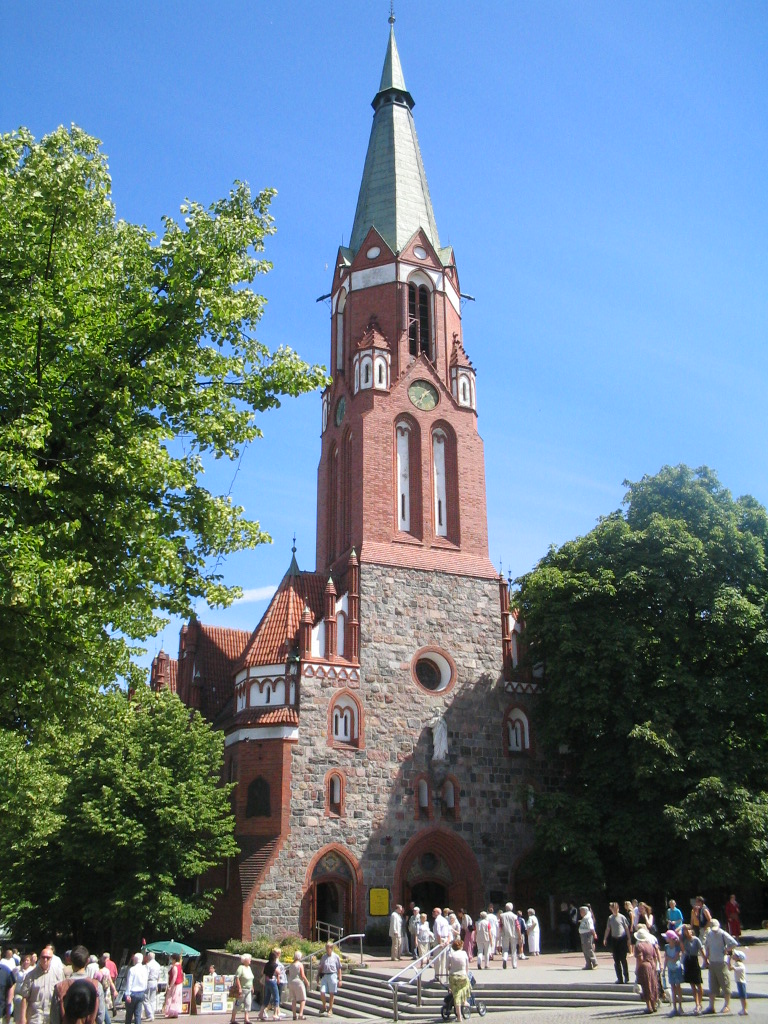
Igreja da guarnição de São Jorge em Sopot

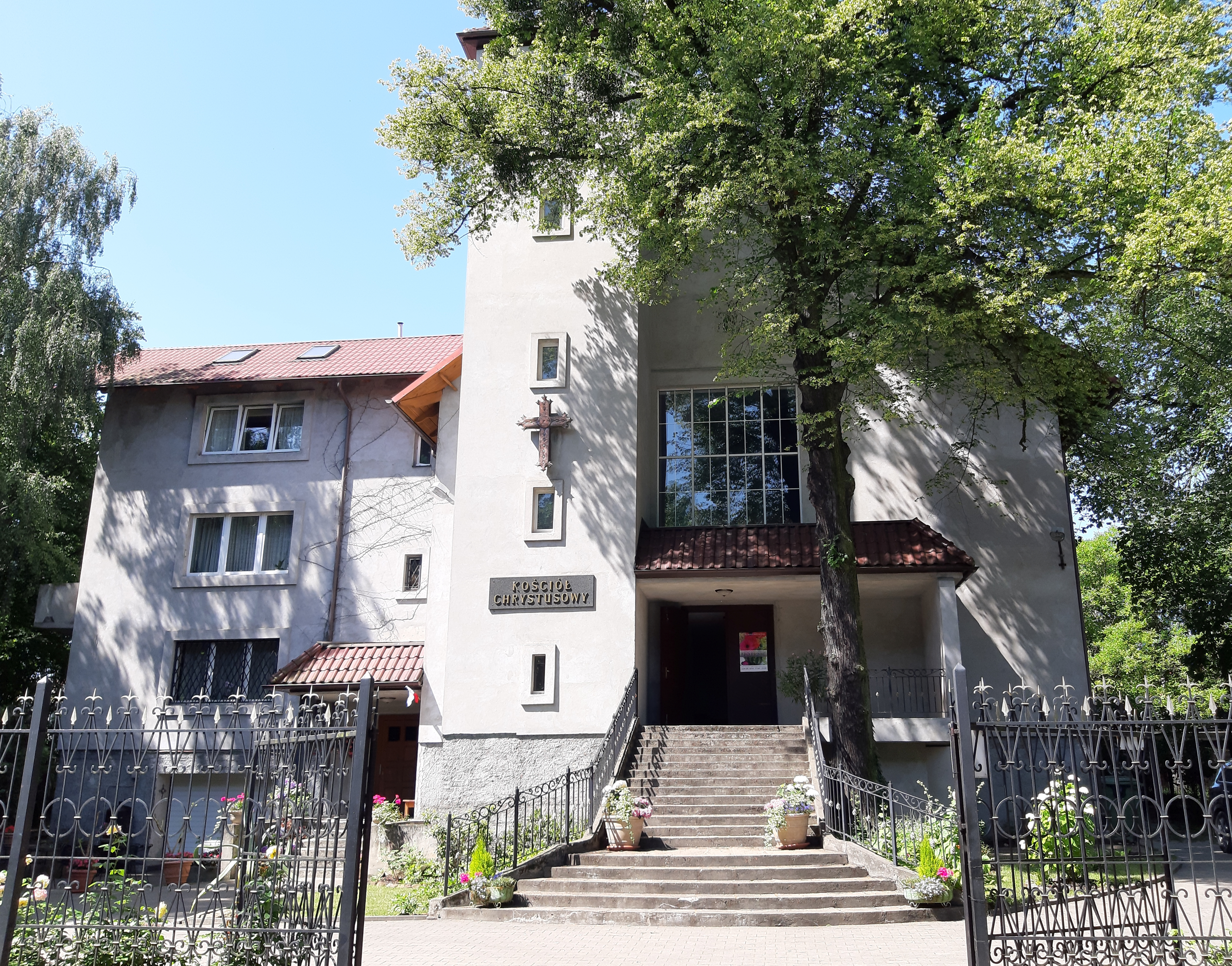
Igreja de Cristo em Sopot

- Paróquia de São Miguel Arcanjo — igreja paroquial de São Miguel Arcanjo, rua 3 Maja, 38a[78]
- Paróquia da Bem-Aventurada Virgem Maria da Assunção-Estrela do Mar — igreja paroquial da Bem-Aventurada Virgem Maria da Assunção-Estrela do Mar, rua Kościuszki, 19[79]
- Paróquia Civil-Militar de São Jorge — igreja da guarnição de São Jorge (antiga igreja evangélica do Salvador (Erlöserkirche)), rua Kościuszki, 1[80][81][82]
- Paróquia de Santo André Bobola — igreja paroquial de Santo André Bobola, rua Powstańców Warszawy, 15
- Paróquia de São Bernardo — igreja paroquial de São Bernardo, rua Abrahama, 41/43[83]
- Paróquia do Sagrado Coração de Jesus — igreja paroquial do Sagrado Coração de Jesus, rua Malczewskiego, 18[84]
- Paróquia de Pentecostes — igreja paroquial de Pentecostes, rua Kujawska, 50/52[85]

Antigo catolicismo
- Igreja Católica Reformada — Missão de São Nicolau, rua Tatrzanska, 19[86]

Protestantismo
- Igreja Batista — igreja batista em Sopot, rua Chopina, 32[87]
- Igreja de Cristo na Polônia — igreja em Sopot, rua Obrońców Westerplatte, 21[88]
- Igreja Evangélica de Augsburgo na Polônia — Paróquia Evangélica de Augsburgo em Sopot (igreja do Salvador), rua Parkowa, 5[89]
- Igreja Evangélica-Reformada na República da Polônia — grupo da diáspora em Bytów, Gdansk e Sopot operando na Paróquia Evangélica-Augsburgo[90]

Testemunhas de Jeová
- Igreja de Sopot (incluindo um grupo de língua vietnamita; Salão do Reino de Gdansk, rua T. Bora Komorowskiego, 1a)

Judaísmo
- Beit Trójmiasto[91][92]

Budismo
- * Comunidade budista “Zen Kannon” — Centro “Três Tesouros”[93]

Bön
- Ligmincha Polska — centro em Sopot[94]

## Cemitérios
- Cemitério municipal de Sopot
- Cemitério judeu em Sopot
- Cemitério católico em Sopot[95]
- Cemitério de soldados soviéticos em Sopot[96]